# Девоатин D.570
Девоатин D.570 (фр. Dewoitine D.570) је француски ловачки авион. Први лет авиона је извршен 1933. године. 

Највећа брзина авиона при хоризонталном лету је износила 338 km/h.
Распон крила авиона је био 11,65 метара, а дужина трупа 8,48 метара. Празан авион је имао масу од 1284 килограма. Нормална полетна маса износила је око 1724 килограма. Био је наоружан са 2 митраљеза калибра 7,7 милиметара.

## Наоружање
| Наоружање авиона: Девоатин     |     |
| Ватрено (стрељачко) наоружање  |     |
| Топ                            |     |
| Митраљез                       |     |
| Број и ознака митраљеза        | 2   |
| Калибар                        | 7,7 |
| Бомбардерско наоружање (бомбе) |     |
| Ракетно наоружање (ракете)     |     |